# Enginyeria química

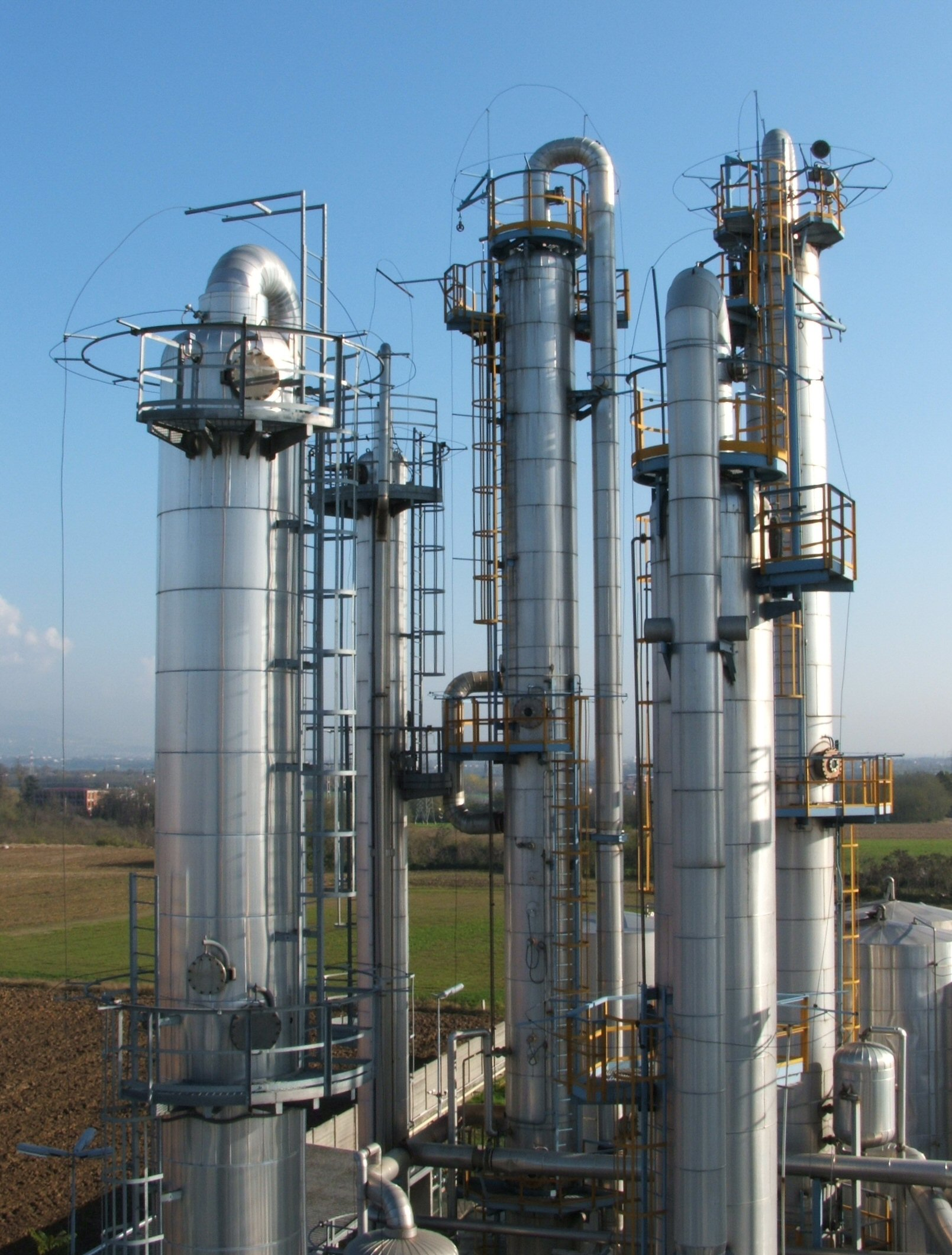
l'enginyeria química permet dissenyar processos químics eficients.

L'enginyeria química és l'enginyeria del canvi químic. Tracta del projecte, execució i operació de les instal·lacions per a fabricar els productes de les indústries químiques i de l'establiment i direcció d’aquestes indústries. Com a disciplina és una branca de l'enginyeria que s'encarrega de l'estudi, el disseny, la manutenció, l'avaluació, optimització, simulació, la construcció i l'operació de tota mena d'elements a la indústria de processos, que és aquella relacionada amb la producció industrial de compostos i productes l'elaboració dels quals requereix sofisticades transformacions físiques i químiques de la matèria.
L'enginyeria química és un tipus d'enginyeria que s'ocupa de l'estudi del funcionament i disseny de plantes químiques, així com dels mètodes per millorar-ne la producció. Els enginyers químics desenvolupen processos comercials econòmics per convertir la matèria primera en productes útils. L'enginyeria química utilitza principis de la química, la física, les matemàtiques, la biologia i l'economia per utilitzar, produir, dissenyar, transportar i transformar energia i materials de manera eficient. El treball dels enginyers químics pot anar des de la utilització de nanotecnologia i nanomaterials al laboratori fins a processos industrials a gran escala que converteixen productes químics, matèries primeres, cèl·lules vives, microorganismes i energia en formes i productes útils. Els enginyers químics estan involucrats en molts aspectes del disseny i operació de plantes, incloses les avaluacions de seguretat i perills, disseny i anàlisi de processos, modelatge, enginyeria de control, enginyeria de reaccions químiques, enginyeria nuclear, enginyeria biològica, especificacions de construcció i instruccions d'operació.
Un enginyer o enginyera químic és la persona experta en la concepció, el càlcul, el disseny, la construcció i l'operació d'instal·lacions o equips en què la matèria experimenta un canvi d'estat, de contingut d'energia o de composició. Qualsevol procés químic de fabricació es pot descompondre en una sèrie d'operacions elementals sobre elements individualitzats d'un equip. Aquestes operacions estan relacionades entre si, i alhora, estan controlades, individualment i en conjunt, com a procés de producció industrial. Són múltiples els camps on l'enginyer o enginyera químic pot desenvolupar el seu treball perquè tot el que ens envolta, d'una manera o d'una altra, és químic.
És Enginyeria Química tota la indústria farmacèutica, la indústria alimentaria, la indústria ceràmica, totes les empreses dedicades a la depuració d'aigües, sòl, o l'aire, i un llarg etcètera. La seva convergència amb la biotecnologia i l'enginyeria biològica dona pas al que es coneix com a enginyeria bioquímica.

## Història
Un article de 1996 cita James F. Donnelly per esmentar una referència de 1839 a l'enginyeria química amb relació a la producció d'àcid sulfúric. En el mateix document, però, George E. Davis, un consultor anglès, va ser acreditat per haver encunyat el terme. Davis també va intentar fundar una Societat d'Enginyeria Química, però, en canvi, es va anomenar Society of Chemical Industry (1881), amb Davis com a primer secretari. L'obra History of Science in United States: An Encyclopedia posa l'ús del terme al voltant de 1890. L' "Enginyeria química", descriu l'ús d'equips mecànics a la indústria química, es va convertir en vocabulari comú a Anglaterra després de 1850. El 1910, la professió, "enginyer químic", ja era d'ús comú a Gran Bretanya i als Estats Units.

### Nous conceptes i innovacions
A la dècada de 1940, va quedar clar que les operacions de les unitats per si soles eren insuficients per al desplegament de reactors químics. Mentre el predomini de les operacions unitàries en els cursos d'enginyeria química a Gran Bretanya i els Estats Units va continuar fins a la dècada de 1960, els fenòmens de transport van començar a experimentar una major atenció. Juntament amb altres conceptes nous, com l'enginyeria de processos de sistemes, es va definir un "segon paradigma". Els fenòmens de transport van donar un enfocament analític a l'enginyeria química mentre que l'enginyeria de processos es va centrar en els seus elements sintètics, com el sistema de control i el disseny de processos. Els desenvolupaments en enginyeria química abans i després de la Segona Guerra Mundial van ser incitats principalment per la indústria petroquímica, però també en altres camps. Els avenços en l'enginyeria bioquímica dels anys quaranta, per exemple, van trobar aplicació a la indústria farmacèutica i van permetre la producció massiva de diversos antibiòtics, incloses la penicil·lina i l'estreptomicina. Mentrestant, el progrés en la ciència dels polímers a la dècada de 1950 va obrir camí cap a l'"era dels plàstics".

### Evolució de la seguretat i riscos
Durant aquest període també es van plantejar preocupacions sobre la seguretat i l'impacte ambiental de les instal·lacions de fabricació de productes químics a gran escala. Silent Spring, publicat el 1962, va alertar els seus lectors sobre els efectes nocius del DDT, un potent insecticida. El desastre de Flixborough de 1974 al Regne Unit va provocar 28 morts, així com danys a una planta química i tres pobles propers. El desastre de Bhopal de 1984 a l'Índia va provocar gairebé 4.000 morts. Aquests incidents, juntament amb altres, van afectar la reputació del comerç, ja que es va donar més atenció a la seguretat industrial i la protecció del medi ambient. Com a resposta, l'IChemE exigia que la seguretat fos part de tots els estudis de grau que acredités després de 1982. A la dècada de 1970, es van instituir agències de legislació i control a diversos països, com França, Alemanya i els Estats Units.

### Progressos recents
Els avenços en informàtica van trobar aplicacions per dissenyar i gestionar plantes, simplificant els càlculs i dibuixos que abans s'havien de fer manualment. La finalització del Projecte Genoma Humà també es considera un desenvolupament important, no només avançant en l'enginyeria química sinó també en l'enginyeria genètica i la genòmica. Els principis d'enginyeria química es van utilitzar per produir seqüències d'ADN en grans quantitats.

## Conceptes
L'enginyeria química implica l'aplicació de diversos principis. A continuació es presenten els conceptes clau.

### Disseny i construcció de plantes
El disseny d'enginyeria química es refereix a la creació de plànols, especificacions i anàlisis econòmiques per a plantes pilot, noves plantes i la seva modificació. Els enginyers de disseny sovint treballen en un paper de consultor, dissenyant plantes per satisfer les necessitats dels clients. El disseny està limitat per diversos factors, com ara el finançament, les regulacions governamentals i les normes de seguretat. Aquestes limitacions dicten l'elecció de procés, materials i equips d'una planta.
La construcció de la planta està coordinada per enginyers de projecte i directors de projecte, depenent de la mida de la inversió. Un enginyer químic pot fer la feina d'enginyer de projecte a temps complet o part del temps, que requereix formació addicional i habilitats laborals o actuar com a consultor del grup del projecte. Els treballs d'enginyeria de projectes són alguns dels ocupadors més grans per als enginyers químics.

### Disseny i anàlisi de processos
Les operacions unitàries són un pas físic en un procés d'enginyeria química individual. Les operacions d'unitat (com la cristal·lització, la filtració, l'assecat i l'evaporació) s'utilitzen per preparar reactius, purificar i separar els seus productes, reciclar reactius no gastats i controlar la transferència d'energia als reactors. D'altra banda, un procés unitari és l'equivalent químic d'una operació unitària. Juntament amb les operacions unitàries, els processos unitaris constitueixen una operació de procés. Els processos unitaris (com la nitració, hidrogenació, hidrocraqueig i oxidació) impliquen la conversió de materials per mitjans bioquímics, termoquímics i altres. Els enginyers químics responsables d'aquests s'anomenen enginyers de processos.
El disseny del procés requereix la definició dels tipus i mides d'equips, així com de com estan connectats i dels materials de construcció. Els detalls sovint s'imprimeixen en un diagrama de flux de procés que s'utilitza per controlar la capacitat i la fiabilitat d'una fàbrica química nova o existent.
Education for chemical engineers, en el primer grau universitari de 3 o 4 anys d'estudi destaca els principis i pràctiques del disseny de processos. Les mateixes habilitats s'utilitzen a les plantes químiques existents per avaluar l'eficiència i fer recomanacions de millora.

### Fenòmens de transport
La modelització i l'anàlisi dels fenòmens de transport és essencial per a moltes aplicacions industrials. Els fenòmens de transport impliquen la dinàmica de fluids, la transferència de calor i la transferència de massa, que es regeixen principalment per la transferència de moment, la transferència d'energia i el transport d'espècies químiques, respectivament. Els models sovint impliquen consideracions separades per als fenòmens a nivell macroscòpic, microscòpic i molecular. La modelització dels fenòmens de transport, per tant, requereix una comprensió de les matemàtiques aplicades.

## Aplicacions pràctiques
Els enginyers químics "desenvolupen maneres econòmiques d'utilitzar materials i energia". Els enginyers químics utilitzen la química i l'enginyeria per convertir les matèries primeres en productes utilitzables, com ara medicaments, petroquímics i plàstics en un entorn industrial a gran escala. També participen en la gestió i investigació de residus. Tant les facetes aplicades com les de recerca podrien fer un ús extensiu dels ordinadors.
Els enginyers químics poden participar en investigacions industrials o universitàries on se'ls encarrega de dissenyar i dur a terme experiments per crear mètodes millors i més segurs per a la producció, el control de la contaminació i la conservació dels recursos. Poden estar involucrats en el disseny i la construcció de plantes com a enginyer de projecte. Els enginyers químics que serveixen com a enginyers de projectes., utilitzen els seus coneixements per seleccionar mètodes de producció òptims i equips de planta per minimitzar els costos i maximitzar la seguretat i la rendibilitat. Després de la construcció de la planta, els directors de projectes d'enginyeria química poden participar en les actualitzacions d'equips, la resolució de problemes i les operacions diàries, ja sigui a temps complet o en funcions de consultoria.

## Camps i conceptes relacionats
- Arma química
- Bioinformàtica
- Biotecnologia
- Catàlisi
- Ceràmica
- Ciència de materials
- Dinàmica de fluids
- Electroquímica
- Enginyeria alimentària
- Enginyeria ambiental
- Enginyeria antisísmica
- Enginyeria biològica
- Enginyeria bioquímica
- Enginyeria biomèdica
- Enginyeria de bioprocés
- Enginyeria del petroli
- Fabricació de circuits integrats
- Gas de síntesi
- Gasificació
- Industria química
- Manufactura tèxtil
- Mecànica de fluids computacional
- Medi ambient
- Metal·lúrgia
- Mètode de separació
  - Cristal·lització
  - Destil·lació
  - Tecnologia de la membrana
- Nanotecnologia
- Pila de combustible
- Planta petroquímica
- Polimer
- Procés Fischer-Tropsch
- Procés unitari
- Quimioinformàtica
- Reprocessament nuclear
- Sistemes de control
- Termodinàmica
- Tractament d'aigües residuals
- Transferència de massa
- Transmissió tèrmica